# Kalma-gak
Kalma-gak är en udde i Nordkorea.   Den ligger i provinsen Kangwŏn-do, i den centrala delen av landet, 150 km öster om huvudstaden Pyongyang.
Terrängen inåt land är huvudsakligen platt, men åt sydväst är den kuperad. Havet är nära Kalma-gak åt nordost. Runt Kalma-gak är det ganska tätbefolkat, med 166 invånare per kvadratkilometer. Närmaste större samhälle är Wonsan, 6,0 km söder om Kalma-gak. 